# مد الله العلیان
مد الله العلیان (عربی: مدالله العليان؛ زادهٔ ۲۵ اوت ۱۹۹۴) یک ورزشکار اهل عربستان سعودی است.
از باشگاه‌هایی که در آن بازی کرده‌است می‌توان به باشگاه فوتبال التعاون عربستان سعودی اشاره کرد.